# Жан-Данієль Захаріас
Жан-Данієль «Джей-Ді» Захаріас (англ. Jean Daniel "JD" Zacharias; нар. 21 вересня 1982, Стаханов, Ворошиловградська область, УРСР, СРСР) — українсько-американський кінорежисер, сценарист, рекламний агент, а також виконавчий продюсер та продюсер з візуальних ефектів фільмів категорії B. Член Гільдії продюсерів Америки. З 2007 року мешкає в Лос-Анджелесі.

## Біографія
Музикант, має юридичну освіту. Професійну діяльність як режисер, сценарист, продюсер та агент рекламної галузі Жан-Данієль Захаріас розпочав у 2000 році в Україні. Співпрацював з відомими брендами Playboy, Maxim, ELLE. В середині 2000-х перебрався до ЄС, а потім в США; змінив ім'я, дане при народженні.
У 2008 році починає працювати продюсером з візуальних ефектів. Першою його роботою як VFX-продюсера став повнометражний фільм «Uncertainty». Наступного року Захаріас розпочинає співробітництво з компанією Avatar Entertainment Group та працює над ефектами в фільмі «Lost Tribe». Далі в співробітництві з Twentieth Century Fox та WWE Studio працює над картиною «The Marine 2».
Був виконавчим продюсером української стрічки «Тіні незабутих предків». Зараз продюсує українську картину «Ілюзія спокою».

## Фільмографія
Захаріас як VFX-продюсер працював над щонайменше 50 кінофільмами та телесеріалами.
- 2009 — «Uncertainty»,
- 2009 — «The Marine 2»,
- 2010 — «Wolf Town»,
- 2010 — «The Lost Tribe»,
- 2010 — «Saint»,
- 2010 — «Смертельні перегони 2: Франкенштейн живий»,
- 2011 — «Blue Crush 2»,
- 2011 — «A Cinderella Story: Once Upon a Song»,
- 2011 — «Aim High»,
- 2012 — «Цар скорпіонів 3: Книга мертвих»,
- 2012 — «Quiz»,
- 2013 — «Тіні незабутих предків».